# Офіційний вісник України
«Офіційний вісник України» — український інформаційний бюлетень, офіційне друковане видання, що засноване та видається Міністерством юстиції України та державним підприємством «Українська правова інформація» Міністерства юстиції відповідно до Указу Президента України від 13 грудня 1996 року № 1207 "Про опублікування актів законодавства в інформаційному бюлетені «Офіційний вісник України», у якому публікуються державною мовою всі поточні нормативно-правові акти, що надійшли до Мін'юсту та включені до Єдиного державного реєстру нормативно-правових актів. Це закони України, постанови Верховної Ради України, укази і розпорядження Президента України, постанови та розпорядження Кабінету Міністрів України, рішення і висновки Конституційного Суду України, зареєстровані в Мін'юсті нормативно-правові акти міністерств, інших центральних органів виконавчої влади, інших органів, а також міжнародні договори України, які набрали чинності.
Указом Президента України від 10 червня 1997 року № 503 «Про порядок офіційного оприлюднення нормативно-правових актів та набрання ними чинності» «Офіційному віснику України» надано статус офіційного друкованого видання, у якому підлягають оприлюдненню державною мовою акти Верховної Ради України, Президента України, Кабінету Міністрів України.
На обкладинці бюлетеня зазначається дата виходу його в світ, за якою визначається дата набрання чинності нормативно-правовими актами.
В «Офіційному віснику України» публікуються:
- відповідно до статті 53 Закону України «Про Кабінет Міністрів України» — усі постанови Кабінету Міністрів України;
- відповідно до статті 21 Закону України «Про міжнародні договори України» — чинні міжнародні договори України;
- відповідно до статті 15 Закону України «Про центральні органи виконавчої влади» — накази міністерств нормативно-правового змісту;
- відповідно до статті 171 Кодексу адміністративного судочинства України — оголошення про відкриття провадження в адміністративних справах щодо оскарження нормативно-правових актів та резолютивні частини постанов суду про визнання нормативно-правового акта незаконним або таким, що не відповідає правовому акту вищої юридичної сили, і про визнання його нечинним;
- відповідно до статті 12 Закону України «Про засади державної регуляторної політики в сфері господарської діяльності» — усі регуляторні акти, прийняті Верховною Радою України, Президентом України, Кабінетом Міністрів України, Національним банком України, Національною радою України з питань телебачення і радіомовлення, іншими державними органами, центральними органами виконавчої влади, державними спеціалізованими установами та організаціями, некомерційними самоврядними організаціями, які здійснюють керівництво та управління окремими видами загальнообов'язкового державного соціального страхування, а також їх посадовими особами;
- відповідно до статті 67 Закону України «Про Конституційний Суд України» та статті 2 Указу Президента України від 11 грудня 2002 року № 1150 «Про забезпечення діяльності Конституційного Суду України» — рішення і висновки Конституційного Суду України разом з окремими думками суддів Конституційного Суду України.

Відповідно до рішення колегії Міністерства юстиції України від 29 квітня 2004 року № 8 в інформаційному бюлетені «Офіційний вісник України» публікуються рішення Європейського суду з прав людини.
Офіційне оприлюднення нормативно-правових актів здійснюється після включення їх до Єдиного державного реєстру нормативно-правових актів із зазначенням присвоєного їм реєстраційного коду.
Основними передплатниками бюлетеня «Офіційний вісник України» є органи юстиції, міністерства, інші центральні органи виконавчої влади, їх територіальні органи, Рада міністрів Автономної Республіки Крим, обласні, Київська та Севастопольська міські, районні державні адміністрації, підпорядковані їм підприємства, установи і організації, бібліотеки, навчальні та наукові заклади, юридичні особи та громадяни.
Передплатні індекси:
- 40433 — паперовий журнал;
- 48345 — електронний варіант;
- 01546[2] — у теках із роз'ємними замками з підтримкою текстів актів у контрольному стані;
- 22408[2]  електронний варіант.

## Історія
10 років — з 1997 року по 2006 рік — бюлетень виходив у світ щотижня. 

Для оперативнішого доведення нормативно-правових актів до громадян та юридичних осіб з січня 2007 року «Офіційний вісник України» видається двічі на тиждень, що забезпечує офіційне оприлюднення нормативно-правових актів у найкоротший строк після їх прийняття у встановленому порядку і підписання.
З 23 лютого 2009 року разом із Секретаріатом Кабінету Міністрів України розроблено механізм та здійснюється першочергове опублікування в «Офіційному віснику України» актів Кабінету Міністрів України. Зазначений механізм дає змогу здійснювати офіційне опублікування цих актів протягом 3-7 днів після їх надходження до Міністерства юстиції.
У 2010 році Міністерством юстиції започатковано вихід спеціальних (термінових) випусків «Офіційного вісника України» наступного дня після отримання актів законодавства.
Для зручності користування в «Офіційному віснику України» двічі на рік друкуються хронологічні покажчики до актів, опублікованих у віснику, а також один раз на рік — алфавітно-предметний покажчик.
За 15 років в «Офіційному віснику України» оприлюднено близько 45 000 актів законодавства, із них 13 кодексів, 3600 законів України, 3200 указів Президента України, 90 розпоряджень Президента України, 14 500 постанов Кабінету Міністрів України, 2000 розпоряджень Кабінету Міністрів України, 280 актів Конституційного Суду України, 2900 міжнародних договорів, 16 400 нормативно-правових актів міністерств та інших центральних органів виконавчої влади, інших органів, зареєстрованих у Міністерстві юстиції України, 740 рішень Європейського суду з прав людини, 75 регуляторних актів, що не підлягають державній реєстрації в Міністерстві юстиції України, 850 оголошень про відкриття проваджень в адміністративній справі щодо оскарження нормативно-правового акта та 8 резолютивних частин постанов суду про визнання нормативно-правового акта незаконним або таким, що не відповідає нормативно-правовому акту вищої юридичної сили.
Зазначене видання необхідне у роботі міністерств, інших центральних органів виконавчої влади, їх територіальних органів, підпорядкованих підприємств, установ та організацій, Ради міністрів Автономної Республіки Крим, міністерств, республіканських комітетів та інших державних органів Автономної Республіки Крим, обласних, районних державних адміністрацій, їх відділів та управлінь, підпорядкованих їм підприємств, установ та організацій, органів місцевого самоврядування, інших державних органів та установ, зокрема тих, що займаються розробкою проектів нормативно-правових актів та міжнародних договорів, підготовкою та поданням нормативно-правових актів до Міністерства юстиції або його територіальних управлінь на державну реєстрацію, а також судів, правоохоронних органів, працівників юридичних служб, органів та установ юстиції, підприємств, установ та організацій, учених-правознавців.
Видання бюлетеня «Офіційний вісник України» сприяє доведенню до відома громадян і юридичних осіб законів та інших нормативно-правових актів, що визначають права та обов'язки громадян, забезпечує доступ до офіційних джерел правової інформації.
Із початком виходу бюлетеню припинено видання «Зібрання постанов Уряду України».